# Mario Enrique Cantù
Mario Enrique Cantù (* 14. Januar 1903 in Buenos Aires; † 30. August 1961 in Mailand) war ein argentinischer Komponist und Musikkritiker.

## Leben und Werk
Mario Enrique Cantù absolvierte das Conservatorio di Musica Giuseppe Verdi in Mailand. Er arbeitete in Mailand als Musikkritiker für die Zeitschriften L’Ambrosiano und La notte.
Neben zahlreichen Kompositionen, die von der argentinischen Folklore beeinflusst waren, schrieb Mario Enrique Cantù das Oratorium L’immacolata (Rom 1955).